# Tethys (nudibranche)
Genre
Les Tethys forment un genre de mollusques de l'ordre des nudibranches, et de la famille des Tethydidae.

## Liste des espèces
Selon World Register of Marine Species (16 février 2014), prenant pour base la taxinomie de Bouchet & Rocroi (2005) :
- Tethys dominguensis Pruvot-Fol, 1954
- Tethys fimbria Linnaeus, 1767
- Tethys occidentalis (Odhner, 1936)